# Hirtella pimichina
Hirtella pimichina är en tvåhjärtbladig växtart som beskrevs av Tobias Lasser och Bassett Maguire. Hirtella pimichina ingår i släktet Hirtella och familjen Chrysobalanaceae. Inga underarter finns listade i Catalogue of Life.